# Космос-36
Космос-36 — советский космический аппарат из семейства «Днепропетровских спутников», первый из 79 спутников серии ДС-П1-Ю. Был предназначен для калибровки наземных радаров, для испытания противоракет. Созданием спутника занималось конструкторское бюро «Южное».